# Potere liberatorio

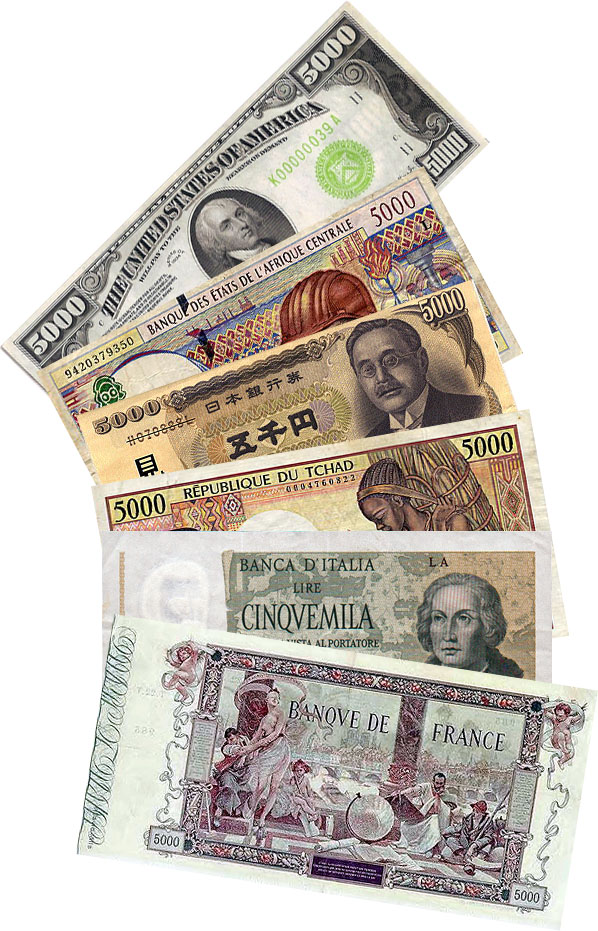
Banconote di diverse valute

Il potere liberatorio è la capacità che la moneta legale ha di essere usata come strumento di pagamento e di estinzione di un'obbligazione. Si traduce nel divieto per il creditore di rifiutare tale metodo di adempimento da parte del debitore. Il potere liberatorio può essere limitato o illimitato, in quest'ultimo caso la moneta deve essere accettata in pagamento, senza alcuna restrizione di somma, e non può essere rifiutata dal creditore.

## Regno Unito
Nel Regno Unito il potere liberatorio delle monete da 1p e 2p è limitato ad importi fino a 20 pence.

## Svizzera
Nella Confederazione Svizzera le banconote emesse dalla Banca nazionale svizzera e i depositi a vista presso la medesima banca godono di un potere liberatorio illimitato, mentre il potere liberatorio della moneta divisionale coniate dalla Swissmint è limitato a cento monete. Al contrario, le monete commemorative e i mezzi di pagamento emessi da privati, quali assegni, carte di credito o di pagamento, denaro elettronico e averi in conti correnti bancari o postali non godono di alcun potere liberatorio legale.

## Zona euro
Nell'area euro, conformemente all'articolo 11 del regolamento (CE) n. 974-98, vige un limite al potere liberatorio delle monete secondo il quale nessuno è obbligato ad accettare più di cinquanta monete metalliche in un singolo pagamento, indipendentemente dal loro taglio.

### Italia
In Italia il potere liberatorio delle banconote è illimitato, mentre quello per le monete metalliche è limitato a importi di modesta entità. Il potere liberatorio è riconosciuto alle valute di corso legale emesse dalle banche centrali.
In Italia il potere liberatorio attribuito per legge è limitato, infatti, salvo alcune eccezioni concernenti i "compro oro" e i moneytransfer, l'uso del contante non è consentito per importi pari o superiori a 2000 euro.